# Inavel
Inavel är fortplantning där föräldrarna är nära besläktade med varandra. Inavel kan stärka både positiva och negativa egenskaper hos avkomman till föräldrarna och används bland annat medvetet inom djuravel, och kallas då ibland 'linjeavel'.
Det främsta problemet med inavel är att avkomman belastas av negativa resultat i form av exempelvis latenta sjukdomar, ärftliga missbildningar eller försämrat immunförsvar. Detta beror på att vissa genetiska mutationer är skadliga och att varje individ erhåller ett anlag för varje given egenskap från vardera föräldern. Om båda föräldrarna bär på samma anlag ökar sannolikheten att recessiva sjukdomsanlag ger upphov till sjukdomen.
Inavel minskar med tiden den genetiska variationen inom en population, då en del anlag blir slumpmässigt utträngda. Mindre genetisk variation minskar möjligheten för gruppen att klara  ändrade förhållanden (där den utträngda egenskapen kommit till nytta).
Det är endast vid i flera led upprepad fortplantning mellan syskon, halvsyskon, kusiner och/eller mellan förälder och avkomma som man brukar tala om inavel.
För en population med några tiotal individer finns stor risk för inavel, men den minskar kraftigt med populationens ökande storlek, eftersom den genetiska variationen ökar med populationen. Vissa grupper av djur tycks ha ett bättre skydd mot de negativa effekterna av inavel än andra. Hit hör exempelvis årstidsfiskar bland de äggläggande tandkarparna, vilka naturligt lever i små geografiskt väl åtskilda grupper, med starkt begränsade möjligheter för grupperna att förena sig med varandra.[källa behövs]

## Inavel inom husdjursavel
Människans avel av husdjur bygger till stor del på kontrollerad inavel.

## Inavel inom vilda djurpopulationer
För en gynnsam genetisk utveckling inom en population krävs att antalet djur är tillräckligt stort för att undvika inavel. Nya mutationer och det naturliga urvalet skall dominera över den genetiska driften.
Inom vargforskningen råder skilda meningar över hur stor populationsmängden behöver vara för att motverka inavel. En sida menar att antalet vargar i svenska stammen bör vara minst 1000 vargar för en hållbar genetisk utveckling, medan en annan sida anser att 210 vargar räcker i stammen med tillskott av nya genuppsättningar genom import.

## Inavel bland människor
Bland människor förekommer inavel främst i mindre och geografiskt isolerade samhällen samt genom kulturellt betingade kusinäktenskap där giftermål mellan släktingar används som ett medel att behålla egendom inom familjen. Exempel på grupper med hög grad av inavel är stammar i Mikronesien, på Grönland och i Mellanöstern. Ungefär en miljard människor beräknas leva i kulturer där kusingifte är vanligt. Europeiska kungligheter har också en tradition att gifta sig med släktingar. Inte minst inom ätten Habsburg förekom giftermål mellan nära släktingar, vilket tros vara en orsak till Karl II av Spaniens fysiska och mentala handikapp.
Vissa forskare/författare hänför inavel till "positiv slumpmässig parning" (engelska positive assortative mating). Genotyperna hos närbesläktade individer, till exempel kusiner, är sannolikt mer lika än hos två slumpmässigt valda individer i populationen.